# Tsurumi-ku (Yokohama)
Tsurumi-ku (鶴見区) (letteralmente "distretto da cui poter osservare le gru"), ovvero il Distretto di Tsurumi, è uno dei 18 distretti della città di Yokohama, nella Prefettura di Kanagawa in Giappone. Nel 2010, il distretto contava una popolazione stimata di 270.433 anime e una densità di 8.140 persone per km². Il distretto si distende per un'area di 33,23 km².

## Geografia
Il distretto di Tsurumi è situato nella parte orientale della Prefettura di Kanagawa nel nord-est della città di Yokohama.

### Municipalità confinanti
- Distretto di Kanagawa
- Distretto di Kōhoku
- Kawasaki

## Storia
L'area circostante a Tsurumi è stata costantemente popolata per migliaia di anni. Gli archeologi hanno rinvenuto degli utensili in pietra risalenti al Paleolitico e alcuni frammenti di ceramica risalenti invece al periodo Jōmon, nonché alcune tombe del periodo Kofun in molte zone del distretto. Durante il periodo Nara, sotto il sistema Ritsuryō, il distretto ha fatto parte della Provincia di Musashi. Nel corso del periodo Edo, invece, il territorio è andato sotto il controllo di Tokugawa Ieyasu. È stato classificato come territorio tenryō controllato direttamente dallo shogunato Tokugawa, ma amministrato attraverso vari hatamoto. Nel corso del periodo Bakumatsu, nei pressi del distretto di Kanagawa fu siglata la Convenzione di Kanagawa, che poneva fine alla politica isolazionista del Giappone e avviava la normalizzazione delle relazioni diplomatiche con gli Stati Uniti d'America. Il successivo Trattato di Amicizia e Commercio ha portato a degli accordi per il commercio e per un insediamento straniero nel porto di Kanagawa ma per motivi di sicurezza si scelse di stabilire l'insediamento a Yokohama, nell'attuale distretto di Naka. L'incidente di Namamugi, che portò alla guerra del 1863 contro i britannici occorse in quello che è ora parte del distretto di Tsurumi.

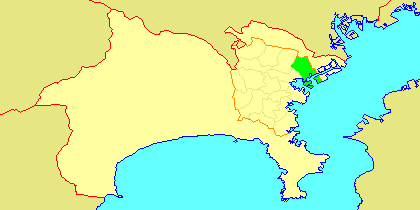
Distretto di Tsurumi (Tsurumi-ku)

Dopo la Restaurazione Meiji, l'area fu trasferita nel nuovo distretto Tachibana della Prefettura di Kanagawa nel 1868. Tsurumi fu connesso a Yokohama e Tokyo tramite una nuova ferrovia nel 1872 e l'area si urbanizzò rapidamente. Nel 1911 il tempio Sōji-ji della setta zen buddhista Sōtō fu trasferito a Tsurumi dalla prefettura di Ishikawa.
Tsurumi ha sofferto severi danni dal terremoto del 1923 (Grande Kantō). Nell'aprile 1924, Tsurumi venne trasferita nel Distretto di Tachibana. Il 1º ottobre 1927, Tsurumi divenne un distretto della città di Yokohama. L'area soffrì enormemente i danni della Seconda Guerra Mondiale e fu completamente devastata durante il raid aereo di Yokohama del 29 maggio 1945. 
Il distretto ha conosciuto comunque una rapida ripresa alla fine della guerra, con una veloce ricostruzione ed una altrettanto rapida industrializzazione tra gli anni '50 e '60. Il 9 novembre 1963, un terribile incidente nella ferrovia di Tsurumi causò 161 vittime. La popolazione di Tsurumi ha superato le 260.000 anime nel 2007 e ha celebrato l'80º anniversario dalla sua fondazione nel 2009.